# Central Ammunition Depot Eastriggs Railway
| CAD Eastriggs Railway | CAD Eastriggs Railway |
| --------------------- | --------------------- |
| Streckenverlauf       |                       |
| Streckenlänge:        | 40 km                 |
| Spurweite:            | 610 mm (2-Fuß-Spur)   |
|                       |                       |

Die Central Ammunition Depot Eastriggs Railway war eine 40 km lange Schmalspurbahn mit einer Spurweite von 610 mm (2 Fuß) im Central Ammunition Depot (CAD) Eastriggs in Schottland.

## Geschichte

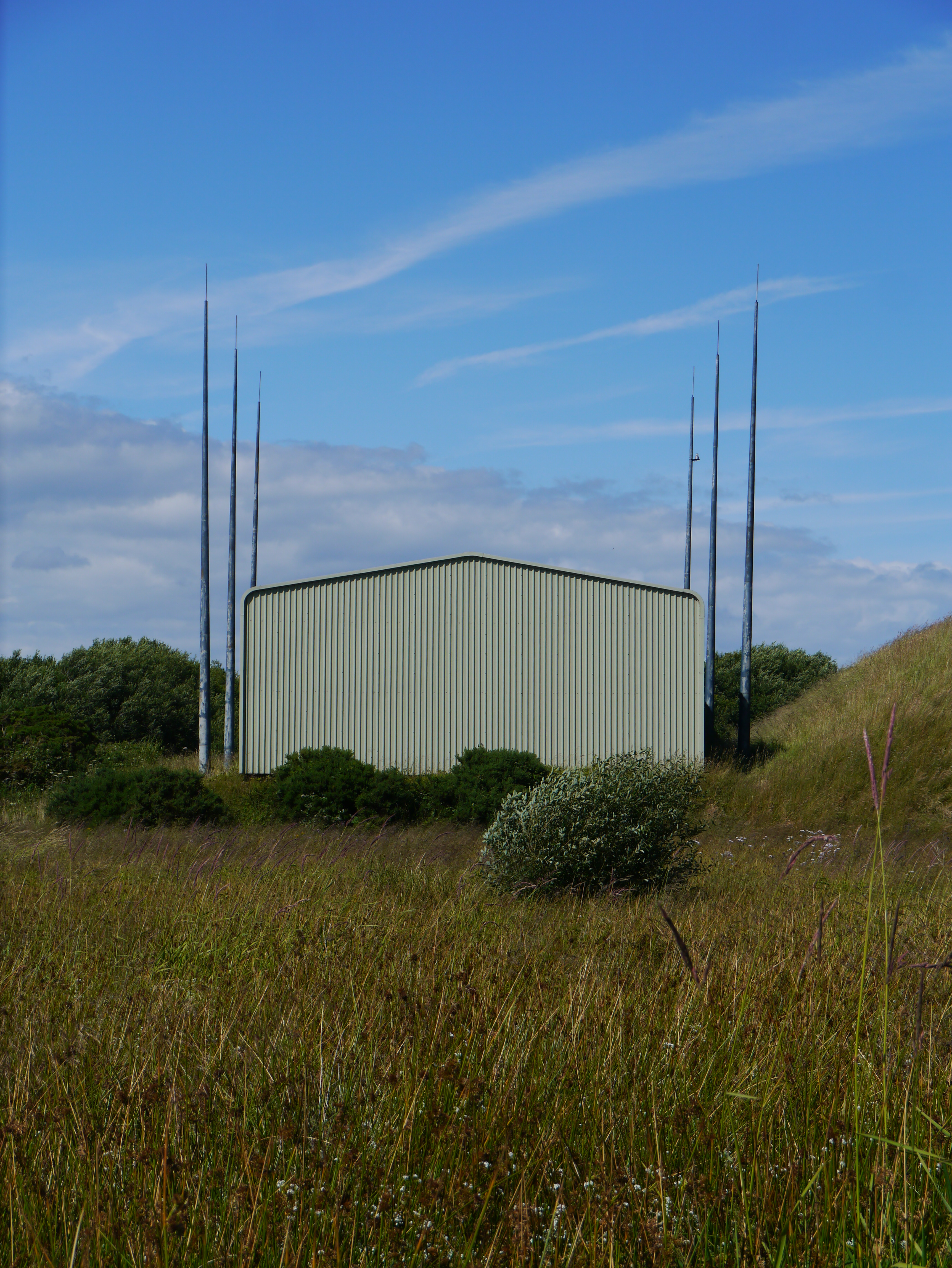
Munitionslagergebäude R14 mit Blitzableitern

Die Schmalspurbahn mit einer Spurweite von 610 mm (2 Fuß) war Teil eines 200 km langen Schmalspurbahnnetzes, auf dem an vier Standorten Sprengstoff, Nachschub und andere Güter transportiert wurden. Damit wurde insbesondere Munition sicher zu abgelegenen, blitz- und explosionsgeschützten Lagerhäusern auf dem 445 Hektar großen Gelände transportiert. Das Netzwerk verband:
- Eastriggs ⊙, nördlich des Solway Firth und des River Sark und südlich der B721 und der Glasgow and South Western Railway.
- Smalmstown ⊙, nördlich von Longtown.
- Mossband ⊙, östlich der Caledonian Railway (heute West Coast Main Line) und nordwestlich des River Esk.
- Gretna ⊙ östlich der Gemeinde Gretna.

Auf dem Schmalspurbahnnetz wurden zum Höhepunkt des Verkehrsaufkommens 34 Lokomotiven eingesetzt.
Die Bauarbeiten an der staatlichen Munitionsfabrik H.M. Factory, Gretna, begannen im November 1915 unter der allgemeinen Aufsicht von S. Pearson & Son. Gleichzeitig wurden in Gretna und Eastriggs auch Holzgebäude für die Unterbringung der Arbeiter gebaut.
1990–2007 wurden mehrere Millionen Pfund investiert, um die meisten der ursprünglichen Schienen und Schwellen abzubauen und durch neue zu ersetzen. Aufgrund eines Rationalisierungsprogramms des Verteidigungsministeriums (MoD) wurden die Sprengstofflager aber kurz darauf an einen anderen Standort verlegt, woraufhin in Eastriggs nur noch das erforderliche Sicherheitspersonal tätig war.
Am 28. Januar 2016 veröffentlichte die schottische Firma Gilmerton Land Services aus Athelstaneford, North Berwick, East Lothian, die über jahrzehntelange Erfahrung beim Abriss ungenutzter Infrastruktur von Militärstandorten verfügt, dass sie den Auftrag erhalten hat, die Schienen des MOD-Munitionsdepots in Eastriggs bei Gretna Green abzubauen. Sie bot daraufhin folgendes Gleismaterial zum Verkauf an:
- 40 km der Gleise der Schmalspurbahnstrecke mit einer Spurweite von 610 mm (2 Fuß) und einem Metergewicht von 17,5 kg/m (35 lb/yd, „BS 35 M – Workington – 1985“).
- Einschließlich Schwellen: Auf 90 % der Strecke waren  1990–2007 bereits neue Stahlschwellen installiert worden, 10 % der Strecke hatte noch Holzschwellen. Die Gleise waren in einem außergewöhnlich gutem Zustand, da kaum genutzt.
- Einschließlich 250 Weichen
- Angebote über 111,00 € (100,00 £) pro Tonne wurden bis  Ende Februar 2016 entgegengenommen. Das Gleismaterial wurde schließlich für 133,00 € (120,00 £) pro Tonne verkauft. Mindestabnahmemenge war 5 Tonnen pro Kunde.
- Das Gleismaterial sollte bis Ende Juli 2016 abgebaut werden. Der Käufer war für den Abbau verantwortlich. Schienenfahrzeuge durften auf dem Gelände nicht eingesetzt werden. Eine Brückenwaage war vor Ort.[3][4][5]

Aufgrund der Arbeitssicherheit war das Gelände bis 2. März 2016 für die Käufer nicht begehbar. Am 30. Juli 2016 war der Abbau der Schmalspurbahngleise erfolgreich beendet. Der Geschäftsführer Sir David Kinloch bestätigte, dass die gesamte Schmalspurbahn abgebaut wurde und die nicht mehr genutzte Infrastruktur wie Kabel und Rohre entfernt wurde.
Käufer der Eastriggs-Schmalspurbahn-Infrastruktur war die Firma A. Cowley and Sons, aus Worksop, Nottinghamshire. Sie hat Anfragen und Bestellungen für Gleise und Weichen aus Großbritannien und Übersee erhalten. Ihr Geschäftsführer Adam Cowley verbrachte einen Teil des Sommers 2016 auf dem Gelände von Eastriggs und zeigte sich beeindruckt von der Größe, der Landschaft, der Küstenlage und der Tierwelt des Standorts. Er wurde von vielen Interessenten kontaktiert, nachdem er die Schmalspurbahn abgebaut hatte.
Teile davon sollten auf einer Zuckerrohrplantage auf der karibischen Insel Puerto Rico installiert werden, um eine Privatbahn zu bauen. Außerdem interessierte sich ein Unternehmen aus Dubai für das Gleismaterial eines der Streckenabschnitte. Ein Teil des Gleismaterials der Eastriggs-Schmalspurbahn sollte für ein großes Kulturerbe-Tourismusprojekt in London genutzt werden, für das die Kempton Steam Railway wieder in Betrieb genommen werden sollte, die ursprünglich dazu diente, Kohle von der Themse zu transportieren, um damit Dampfpumpwerke für die Wasserversorgung der Hauptstadt zu betreiben.

## Stellungnahmen zum Abbau der Strecke
Stadtrat Richard Brodie, der Vorsitzende von Eastriggs and Gretna Heritage hielt den Verkauf der Schmalspurbahn von Eastriggs für kurzsichtig. Er mag zwar einen kurzfristigen finanziellen Gewinn für das Verteidigungsministerium aus der Veräußerung gegeben haben, aber die Möglichkeiten für die langfristige Nutzung des Standorts seien einschränkt worden. Der Erhalt der Schmalspurbahn hätte die Möglichkeit einer Touristenattraktion am Standort eines Teils der größten Fabrik der Welt, die hier während des Ersten Weltkriegs existierte, offen gehalten.

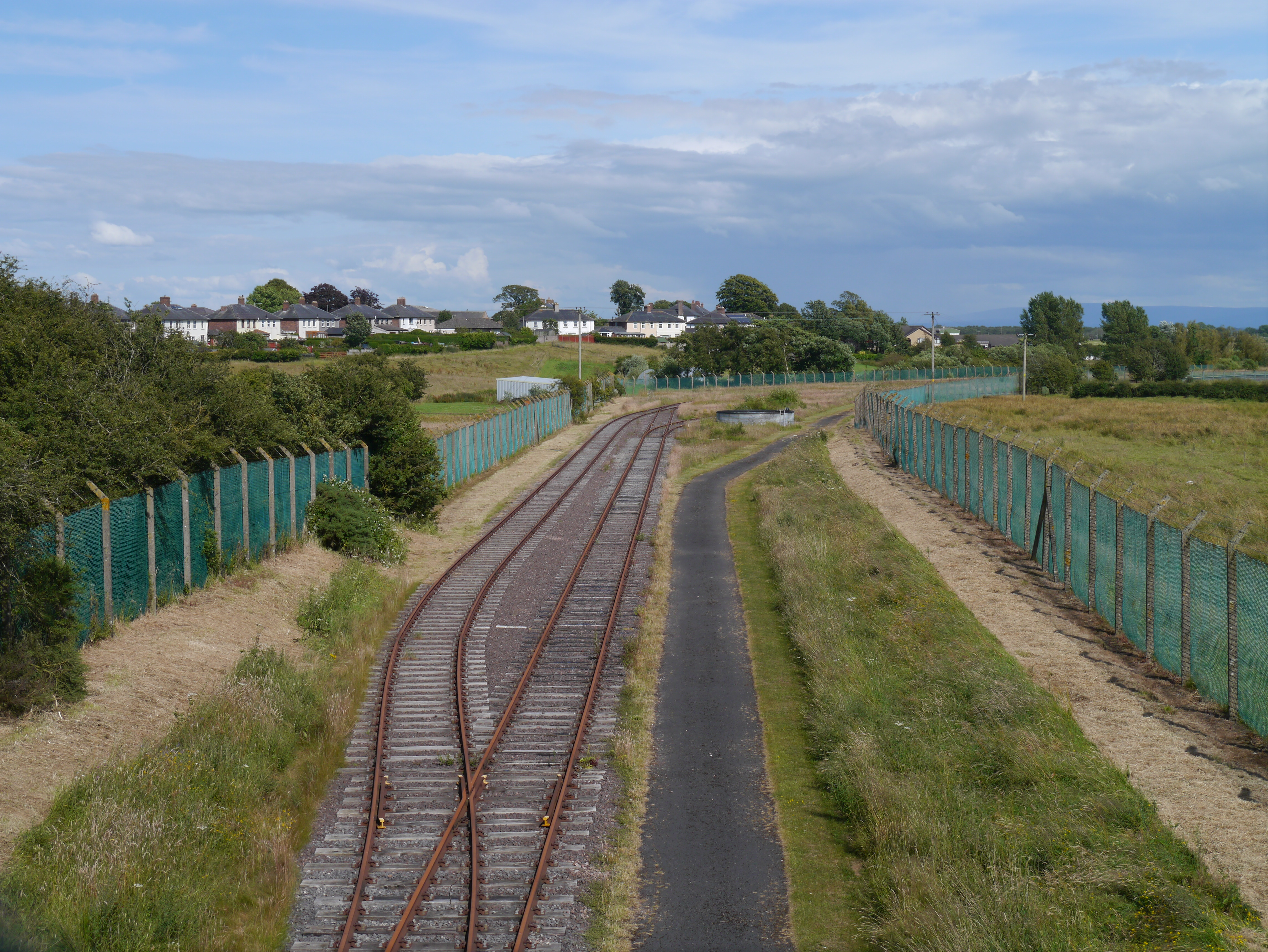
Normalspur-Gleisanschluss zum CAD Eastriggs

Richard Brodie, der auch einer der Gründer des Devil’s Porridge Museum in Eastriggs ist, das über die Geschichte des Munitionsherstellungs- und Lagerkomplexes informiert, meinte, dass eine große Chance vertan wurde. Die Beibehaltung des Schmalspurnetzes wäre für Besucherführungen durch das Depot ideal gewesen und hätte es den Besuchern ermöglicht, die unberührte Natur zu genießen, die dort ungestört gedeiht. Er forderte das Verteidigungsministerium dazu auf, in Zukunft die Anwohner zur zukünftigen Nutzung des Geländes zu konsultieren, die bei diesem Projekt im Dunkeln tappten. Außerdem forderte er das Verteidigungsministerium auf, die verbleibende Laderampen und die Normalspurstrecken am westlichen Ende des Depots, die mit der Nith Valley Railway verbunden sind, zu erhalten.